# Жибек-Жолинський сільський округ (Акмолинська область)
Жибек-жоли́нський сільський округ (каз. Жібек жолы ауылдық округі, рос. Жибек жолинский сельский округ) — адміністративна одиниця у складі Аршалинського району Акмолинської області Казахстану. Адміністративний центр — село Жибек-жоли.
Населення — 4523 особи (2021; 4627 у 2009, 3006 у 1999, 3044 у 1989).
Станом на 1989 рік існувала Александровська сільська рада (села Александровка, Мартиновка, селища Роз'їзд 41, Роз'їзд 102), з 1993 року — Александровський сільський округ, з 2007 року має сучасну назву.

## Склад
До складу округу входять такі населені пункти:
| Населений пункт               | Колишні назви | Населення, осіб (1989) | Населення, осіб (1999) | Населення, осіб (2009) | Населення, осіб (2021) |
| ----------------------------- | ------------- | ---------------------- | ---------------------- | ---------------------- | ---------------------- |
| Жалтирколь, село              | Мартиновка    | 452                    | 406                    | 593                    | 560                    |
| Жибек-жоли, село              | Александровка | 2528                   | 2487                   | 3873                   | 3945                   |
| Роз'їзд 41, станційне селище  | -             | 52                     | 81                     | 116                    | 8                      |
| Роз'їзд 102, станційне селище | -             | 12                     | 32                     | 45                     | 10                     |